# Hino Nacional do Reino da Iugoslávia
O Hino Nacional do Reino da Jugoslávia (em servo-croata:  Химна Краљевине Југославије / Himna Kraljevine Jugoslavije, em português "Hino do Reino da Iugoslávia") foi criado em dezembro de 1918 a partir dos hinos nacionais das três principais províncias históricas constituintes do Reino da Iugoslávia: Reino da Croácia-Eslavônia (Croácia), Reino da Sérvia (Sérvia) e Ducado da Carniola (Eslovênia). Naqueles tempos, as autoridades oficiais consideravam as três nações, croatas, sérvios e eslovenos como três nações com três línguas. A língua oficial foi assim chamada de servo-croata-eslovena. 

## História
Embora não existisse uma lei sobre o hino nacional, os hinos das três nações foram unificados em um único hino do Reino. Começou com algumas medidas do hino sérvio "Bože pravde", continuou com algumas linhas do hino croata "Lijepa naša domovino", que foram seguidas por algumas linhas do tradicional hino esloveno "Naprej zastava slave". O hino terminou com algumas linhas do hino sérvio novamente. 
Foi usado oficialmente entre 1919 e 1941. Não havia documento oficial que o declarasse inválido ou nulo. A Constituição do Reino da Iugoslávia não estava mais em vigor após a capitulação de abril. 

## Letra da música

### Oficial
Bože pravde, Ti što spase
Od propasti do sad nas,
Čuj i od sad naše glase,
Eu od triste nam budi spas!
Lijepa naša domovino,
Oj junačka zemljo mila,
Olhe o escravo djedovino,
Da bi vazda sretna bila!
Naprej zastava slave,
Na boj junaška kri!
Za blagor očetnjave
Naj puška govori!
Naprej zastava slave,
Na boj junaška kri!
Za blagor očetnjave
Naj puška govori!
Bože spasi, Bože hrani
Našeg Kralja i naš rod!
Kralja Petra, Bože hrani,
Moli ti se sav naš rod. 
A terceira linha do último verso foi alterada para "Kralja Aleksandra, Bože hrani", durante o reinado de Alexandre I da Iugoslávia. 

### Tradução para o português
Deus da justiça, você nos salvou
da condenação até hoje;
Ouça nossas vozes a partir deste dia,
E a partir de agora seja a nossa salvação.
Nossa bela pátria,
Caro país, glorioso e destemido,
A antiga glória de nossos pais,
Que ela seja abençoada para sempre!
Adiante, as bandeiras de glória,
Para a luta dos sangue de heróis.
Para o bem-estar da Pátria,
Deixe os rifles falarem.
Adiante, as bandeiras de glória,
Para a luta do sangue de heróis.
Para o bem-estar da Pátria,
Deixe os rifles falarem.
Deus salva, Deus protege,
Nosso rei e nosso povo!
Rei Pedro, Deus o proteja,
Orar a você é todo o nosso jeito!
A terceira linha do último verso foi alterada para "Rei Aleksandar, que Deus proteja" durante o reinado de Alexandre I da Iugoslávia. 